# Socialistische Republiek Roemenië
Socialistische Republiek Roemenië was in de geschiedenis van Roemenië de naam van het land in de communistische periode tussen 1965 en 1989.
Chivu Stoica kwam aan de macht toen Gheorghe Gheorghiu-Dej overleed (1965), maar al in 1968 volgde Nicolae Ceaușescu hem op.

## Binnenlands beleid van Ceaușescu
Nicolae Ceauşescu trok gaandeweg allerlei machtsfuncties naar zich toe en regeerde hij in toenemende mate als dictator. In 1974 werd hij president, een speciaal voor hem gecreëerde functie. Vanaf de jaren zeventig werd hij de Conducator (= 'Leider') genoemd; dezelfde titel die de dictator Ion Antonescu in de jaren veertig droeg. Om de staatsschuld terug te dringen mocht er in de winter amper worden gestookt. Uiteindelijk werd de staatsschuld inderdaad teruggedrongen, maar dat het volk daar hinder van ondervond, deerde de dictator schijnbaar niet; evenals zijn plan om de Roemenen ervan te overtuigen dat ze te veel aten. Halverwege de jaren tachtig kwam Ceauşescu met zijn meest bizarre idee: het platteland en de plattelandsdorpen moest in haar huidige vorm verdwijnen. De oude dorpen moesten worden vernietigd en vervangen door een soort agrarische centra. Boeren zouden dan een soort agrarische arbeiders worden. Dit leidde tot binnen- en buitenlandse kritiek. Deze plannen werden echter niet uitgevoerd omdat Ceauşescu in 1989 ten val kwam.

## Buitenlands beleid van Ceaușescu
Ceaușescu's buitenlands beleid kenmerkte zich door zijn streven een redelijk onafhankelijke koers te varen ten opzichte van de Sovjet-Unie. Roemenië maakte als vazalstaat van de Sovjet-Unie deel uit van het Oostblok, maar verzette zich onder leiding van Ceaușescu tegen de door Nikita Chroesjtsjov ontworpen doctrine om de hofleverancier van de Sovjet-Unie te worden voor olie en graan. Ook weigerde hij troepensteun te geven voor de militaire inval in Tsjecho-Slowakije door Sovjettroepen na de 'Praagse Lente' in 1968.
Bovendien koos Roemenië geen partij in het conflict tussen China en de Sovjet-Unie. Hoewel hij in 1970 een nieuw vriendschapsverdrag met de Sovjet-Unie sloot, gaf dit alles Ceauşescu toch een zeker aanzien in het Westen. Later, toen de binnenlandse politiek van de dictator op groeiende weerstand stuitte, verloor hij het opgebouwde krediet. Desondanks beschouwde de Verenigde Staten Ceauşescu in de jaren tachtig nog steeds als een bondgenoot. De Amerikaanse regering was ervan overtuigd dat in geval van oorlog, Roemenië de kant van het Westen zou kiezen. Uit documentatie bleek echter dat dit beslist niet zo was: Ceauşescu's relatieve vrijheid kocht hij namelijk af met de belofte het Warschaupact in geval van een militair conflict met het Westen onvoorwaardelijk te steunen.

## Onderdrukking
De Roemeense bevolking werd systematisch onderdrukt en was door de vele infiltranten bij de geheime dienst niet veilig. Door de grote onzekerheid en armoede waar men in leefde, zag men vaak geen andere oplossing dan te spioneren voor de Securitate. Het was niet ongewoon dat iemands broer, zus, vader of moeder een infiltrant kon zijn en men binnenshuis dan ook niet kon zeggen wat men wilde. De DIE (afdeling externe inlichtingen van de geheime dienst) introduceerde eind jaren 70 van de vorige eeuw een afluistersysteem via de telefoon. Ook wanneer de hoorn op de haak lag, kon de geheime dienst meeluisteren. Aangezien het systeem alleen werkte met die ene door de geheime dienst speciaal ontwikkelde telefoon, werden op last van Ceaușescu alle telefoons in het land vervangen. In vrijwel alle andere plaatsen van hotels tot scholen waren afluistersystemen geplaatst van microfoontjes in een schilderij tot microfoontjes onderop in een bakje met suikerklontjes. Direct aan de leiding van de Securitate stond Ion Mihai Pacepa, die op 25 juli 1978 deserteerde.

## De Securitate
Securitate was de benaming van de Roemeense geheime staatsveiligheidspolitie. De Securitate werd opgericht in 1948 na de communistische machtsovername in Roemenië. Hoewel de Securitate al onder premier Gheorghiu-Dej een belangrijke rol van betekenis speelde, groeide haar macht vooral onder zijn opvolger, Nicolae Ceauseșcu. Ceaușescu maakte van de Securitate een goedbetaald elitekorps, dat een soort persoonlijk leger werd van Ceaușescu. Haar buitenland-afdeling, de DIE, speelde een belangrijke rol voor de rekrutering van buitenlandse spionnen voor het regime (veelal in het buitenland verblijvende Roemenen). De Securitate bleef Ceaușescu trouw tijdens de volksopstand van december 1989. Pas een paar dagen na de volksopstand legde de Securitate haar wapens neer. De Securitate werd hierna omgevormd tot een reguliere veiligheidsdienst. Ook de DIE werd opgeheven.
 Albanië ·  Bulgarije ·  Duitse Democratische Republiek ·  Hongarije ·  Polen ·  Roemenië (1947-1965) (1965-1989) ·  Sovjet-Unie ·  Tsjechoslowakije